# Emblema regional de Macau

Emblema de Macau

O emblema regional de Macau foi oficializado em 20 de dezembro de 1999, quando a soberania de Macau foi transferida de Portugal para a República Popular da China. O emblema é agora oficialmente referido como "Emblema Regional".
O emblema regional apresenta o mesmo design de outros elementos regionais como a bandeira da RAEM, mas numa configuração circular. O anel externo branco é mostrado com a legenda do nome oficial do território em caracteres chineses tradicionais (por oposição à forma simplificada: 中華人民共和國澳門特別行政區; em português: Região Administrativa Especial de Macau da República Popular da China) e em português na forma abreviada, Macau.